# Michel Le Vassor
Michel Le Vassor est un historien et théologien français, né à Orléans vers 1648 et mort dans le comté de Northampton en 1718.
Membre de la congrégation de l’Oratoire, il publia, en 1688, un Traité de la véritable religion qui lui attira des remontrances de la part de ses supérieurs. Blessé de ces reproches, il quitta l’ordre et se retira en Hollande en 1695, puis passa en Angleterre, où il adopta les principes de l’Église anglicane.
À la demande du docteur Burnet, il obtint du roi Guillaume une pension, et lord Portland le combla des plus chaleureuses marques d’amitié. Malheureusement ses protecteurs l’abandonnèrent après la publication de son histoire de Louis XIII, et on pense que Levassor finit ses jours dans une situation malheureuse, sinon dans une indigence absolue.

## Œuvres
Ses principaux ouvrages sont : 
- Traité de la manière d’examiner les différends de religion, Amsterdam, 1697, in-12°
- Apologie de l’Église anglicane
- Histoire de Louis XIII, roi de France, contenant les choses les plus remarquables arrivées en France et en Europe depuis la feinte abolition de la Paulette jusqu’à la condamnation d’un livre de Santarel, jésuite, Amsterdam, 1700-1711 et 1750, 10 tomes en 20 vol. in-12 ; Amsterdam [Paris], 1757, 7 vol. in-4°.

D’après Voltaire, on doit considérer comme erronés tous les jugements de cet historien, qui ne serait « qu'un déclamateur odieux. » Il est vrai que Levassor, quand il parle de Louis XIV, n’a pas pour lui les mêmes complaisances que le patriarche de Ferney ; mais, selon Sismondi, Levassor est toujours animé d’un sentiment honnête et d’un ardent amour pour la liberté politique et religieuse.